# Тьемпо, Эдит
Эдит Лопес Тьемпо (исп. Edith Tiempo; 22 апреля 1919, Байомбонг, Нуэва-Виская, зависимая территория США Филиппины — 21 августа 2011, Думагете) — филиппинская поэтесса, писательница-фантаст, педагог, литературовед, литературный критик. Представительница филиппинской англоязычной поэзии. Народный артист в области литературы за вклад в развитие англоязычной поэзии и прозы в стране (1999). Известная как Мать филиппинской литературы.

## Творчество
Одна из лучших филиппинских писателей на английском языке, чьи работы отличаются удивительным сочетанием стиля и содержания, мастерства и проницательности. Язык её произведений был отмечен как «описательный, но не обременённый скрупулезной детализацией».
В число опубликованных работ Тьемпо входят роман «Лезвие папоротника» (1978), «Родной берег» (1979) и «Чужая кукуруза» (1992); сборники стихов «Следы Вавилона и другие стихи» (1966) и «Шкатулка заклинателей и другие стихи» (1993); сборник рассказов «Абиде, Иисус Навин и другие истории» (1964).
Вместе со своим мужем (Эдильберто Тьемпо) Эдит Тьемпо основала Национальную мастерскую писателей Силлимана в городе Думагете. Их дочь также стала поэтессой. 

## Избранные произведения
Романы
- A Blade of Fern (1978)
- His Native Coast (1979)
- The Alien Corn (1992)
- One, Tilting Leaves (1995)
- The Builder (2004)
- The Jumong (2006)

Сборники рассказов и повестей
- Abide, Joshua, and Other Stories (1964)

Сборники стихов
- The Tracks of Babylon and Other Poems (1966)
- The Charmer’s Box and Other Poet (1993)
- Marginal Annotations and Other Poem
- Commend Contend. Beyond Extensions (2010)

## Награды
- 1999 — Народный артист Филиппин в области литературы
- Национальная премия Филиппин в области литературы.
- 1979 — 1-я премия Культурного центра Филиппин за роман